# ثيودور بور
ثيودور بور (بالإنجليزية: Theodore Burr)‏ هو مهندس مدني أمريكي، ولد في 16 أغسطس 1771 في تورينغتون في الولايات المتحدة، وتوفي في 22 نوفمبر 1822 في Middletown, Pennsylvania ‏.

## وصلات خارجية
- ثيودور بور على موقع الموسوعة البريطانية (الإنجليزية)